# Folar

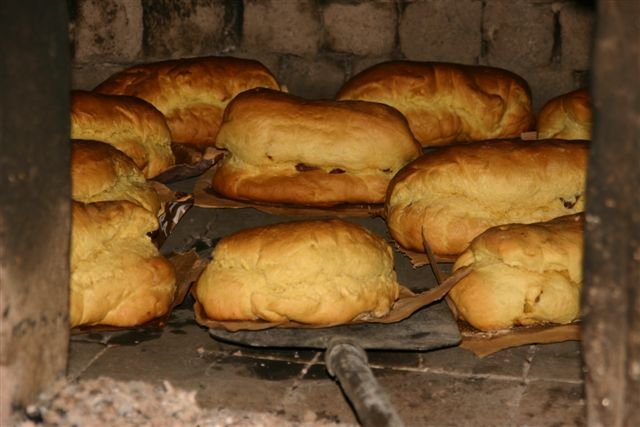
Folar de Chaves.

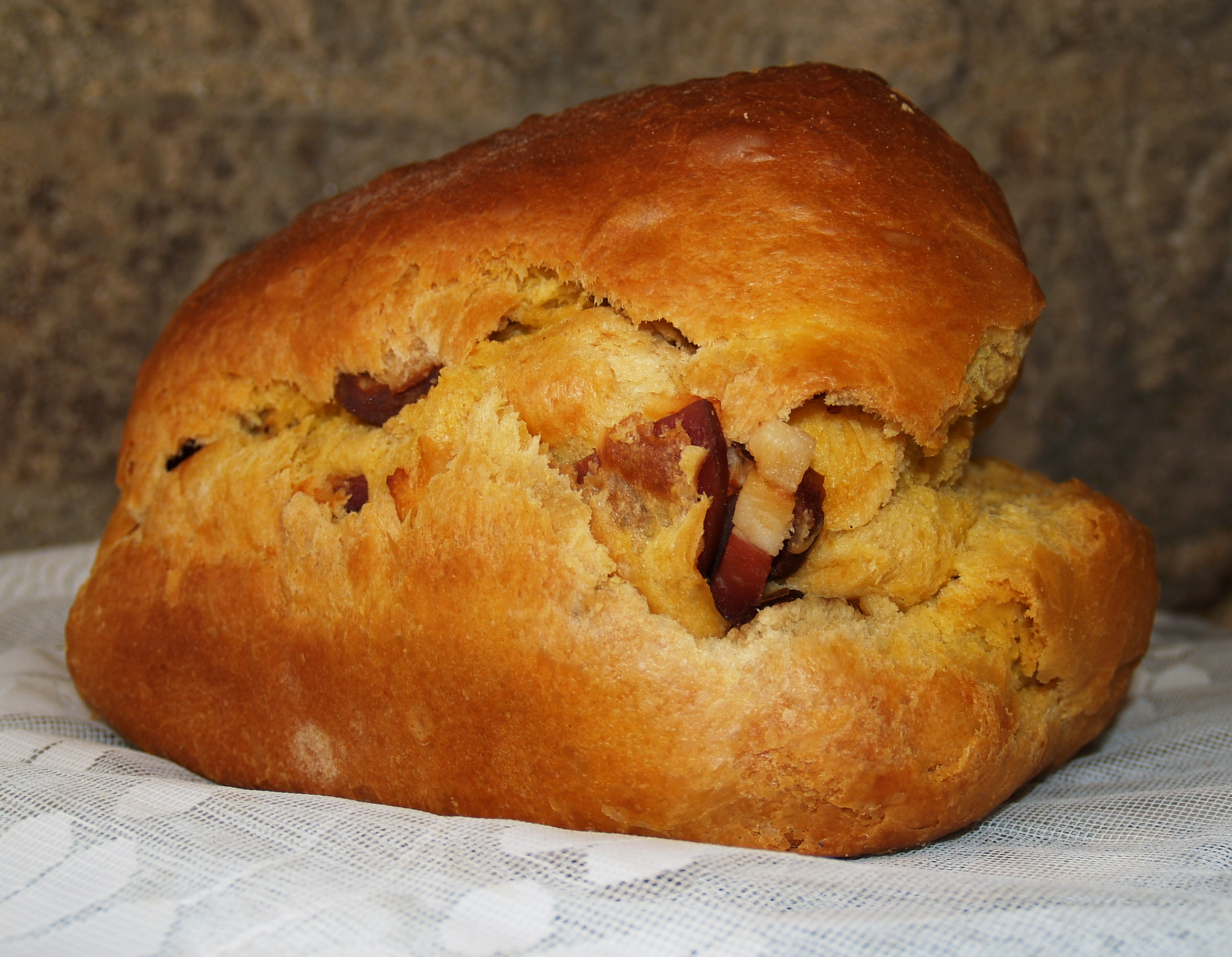
Folar de Chaves.

El folar de Chaves es un pan típico de la culinaria de Cuaresma en cocina portuguesa. El folar es muy típico de la ciudad portuguesa de Chaves, en el Distrito de Vila Real, Región Norte y subregión de Alto Trás-os-Montes. Se trata de un alimento ancestral elaborado con mezclas de agua, sal, huevos y harina de trigo. La forma, el contenido y el secreto de su elaboración se mantiene de formas diversas a lo largo de todo el territorio de Portugal y va desde un pan salado hasta un bollo dulce, siempre con formas muy diversas. A veces se encuentra relleno de salpicão o linguiça o de un huevo duro.